# Famille Polani
 (juillet 2024).
La famille Polani est une famille patricienne de Venise.

## Historique
Comme l'indique son nom, est originaire de Pola en Istrie[réf. nécessaire] et descendrait de la famille Beligeri. Elle serait originaire de Hongrie. Elle fait partie des familles dites apostoliques, tribunices fondatrices de la république de Venise. Les Polani contribuèrent activement à la conquête de l'Istrie et de la Dalmatie. 

## Armes

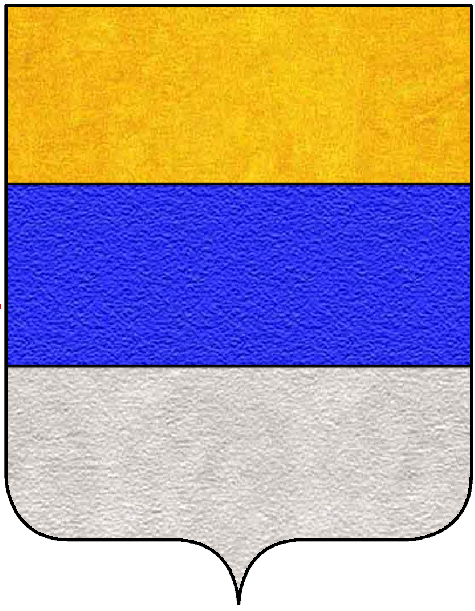
Armes des Polani.

Les armes de la famille se blasonnent ainsi : un écu tiercé en face ou coupé en trois parties égales d'or, d'azur et d'argent ou bien le chef d'or, la face d'azur et la pointe d'argent.

## Personnalités
Dans la première moitié du XIIe siècle, elle donna à la République :
- un doge, Pietro Polani, gendre de Domenico Michele.
- Renieri, capitaine général contre Roger de Sicile, à qui il ravit vingt navires.